# رزوود هایتس، ایلینوی
رزوود هایتس (به انگلیسی: Rosewood Heights) یک حوزه سرشماری در ایالات متحده آمریکا است که در ایلینوی واقع شده‌است. رزوود هایتس ۴٬۰۳۸ نفر جمعیت دارد.